# Festung von Zatriq

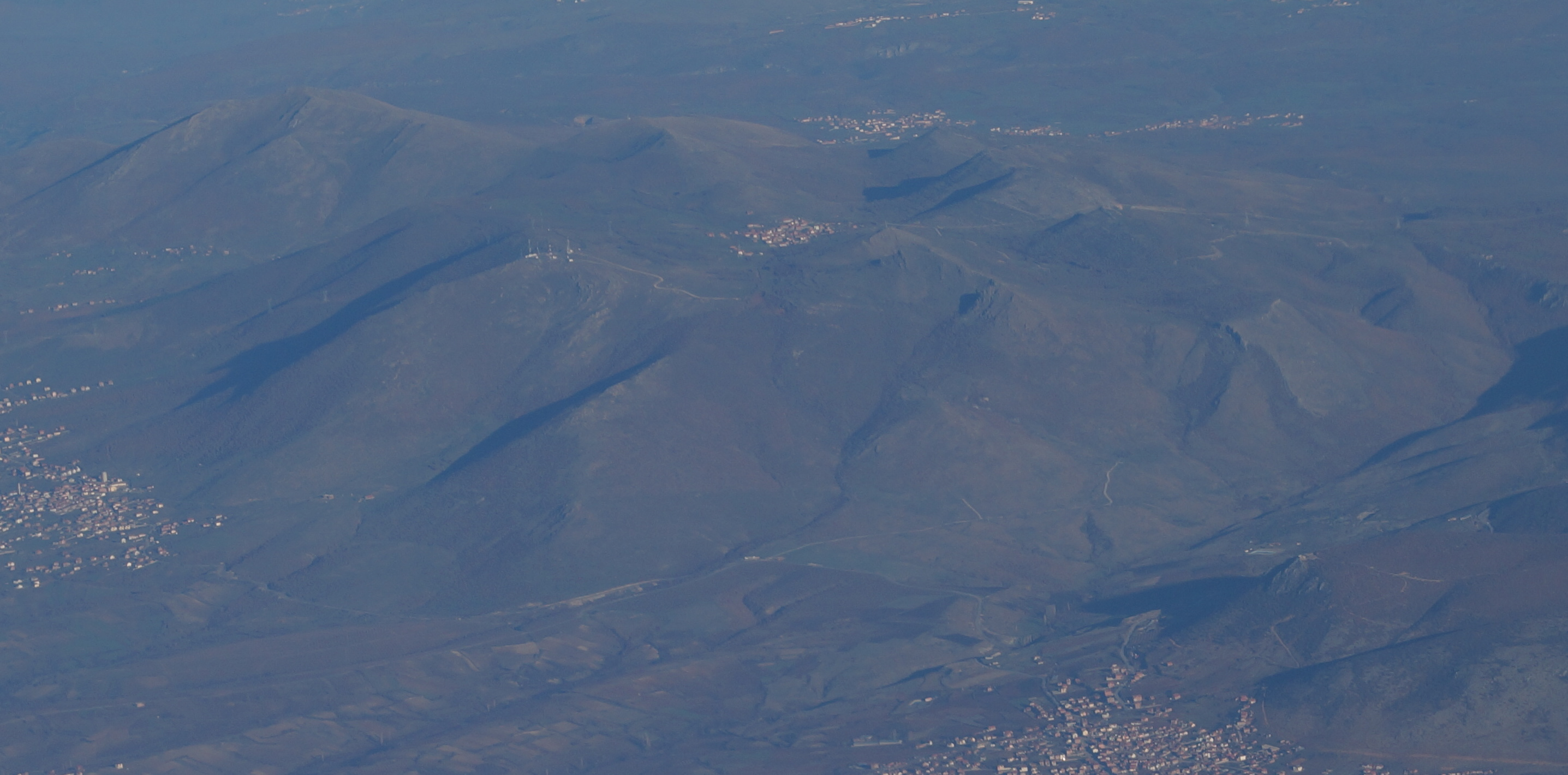
Luftaufnahme der Hügel rund um Zatriq mit dem kleinen Dorf in der Bildmitte und dem Festungsberg rechts davor

Die Festung von Zatriq (albanisch Fortesa në Zatriq, offiziell Gërmadhat e Gjytetit në Zatriq, serbisch Градиште / Затрич Gradište / Zatrič) befindet sich im Westen des Kosovo, nordnordwestlich von Rahovec. Die Festung liegt auf dem Zatriq-Hügel, der sich bis 1039 m. i. J. erhebt und im Süden steil gegen Rahovec abfällt. Die strategische Lage erlaubt, die Berge der Carraleva zu überwachen, die sich zwischen dem Amselfeld und Metochien (Rrafsh i Dukagjinit) erheben.
Die Besiedlung des Gebietes reicht bis ins Neolithikum zurück, wie Untersuchungen an Felsmalereien ergaben, die bis in das 5. Jahrtausend v. Chr. zurückreichen. Die Anlage, eine Siedlung von mehreren Strata, wurde von der Eisenzeit bis ins Frühmittelalter ununterbrochen genutzt.
Die Mauern der Festung folgen dem felsigen Terrain auf der Nordseite des Hügels. Auf der steilen Südseite war keine Befestigung notwendig.